# Midžor
El Midžor (serbio: Миџор) o Midzhur (búlgaro: Миджур) es un pico en los Montes Balcanes, situado en la frontera entre Serbia y Bulgaria. Con una altitud de 2.169 m s. n. m., es el pico más alto de los Balcanes occidentales, así como de Serbia excluyendo los situados en Kosovo. Es el n.º 12 por elevación de la cordillera balcánica.

## Características
El Midžor sólo es accesible para el turismo desde los años 1990; anteriormente, el acceso estaba prohibido por encontrarse justo en la zona fronteriza entre Serbia y Bulgaria. Debido a esas restricciones, su naturaleza se ha conservado intacta. En el lado búlgaro, el pico es accesible desde las aldeas de Chuprene y Gorni Lom, en la provincia de Vidin.
El macizo en que se encuentra el Midžor es muy grande. Sus laderas occidentales, orientales y meridionales, las situadas en Serbia, son verdes y no tan escarpadas como las del norte, muy empinadas y rocosas. Por esta parte su ascenso no es complicado, y se puede considerar senderismo.